# 阿拜县 (阿拜州)
阿拜县（اباي اۋدانى），是哈薩克斯坦东部阿拜州的一个县，首府設於卡拉乌尔，始建於1928年，面積20,093平方公里，2013年人口15,228。
2022年5月4日，哈萨克斯坦总统托卡耶夫签署关于设立新行政区划的总统令，命令从东哈萨克斯坦州新设阿拜州，自6月8日起生效。